# Tricentrus albipennis
Tricentrus albipennis är en insektsart som beskrevs av Kato 1930. Tricentrus albipennis ingår i släktet Tricentrus och familjen hornstritar. Inga underarter finns listade i Catalogue of Life.